# Cao Hảo Hớn
Cao Hảo Hớn (1926-2010) nguyên là một tướng lĩnh Bộ binh của Quân lực Việt Nam Cộng hòa, cấp bậc Trung tướng. Ông xuất thân từ khoá đầu tiên tại trường Võ bị Liên quân Viễn Đông (Ecole Militaire d'Extrême Orient) của Quân đội Thuộc địa Pháp mở ra ở Cao nguyên Trung phần Việt Nam, nhằm đào tạo sĩ quan người bản xứ để phục vụ cho Quân đội Liên hiệp Pháp sau này. Thời gian tại ngũ, ông đã đảm nhiệm chức vụ theo hệ thống chỉ huy từ cấp Trung đội tuần tự lên đến Chỉ huy cấp Sư đoàn Bộ binh. Sau ông được chuyển sang lĩnh vực Tham mưu. Ở lĩnh vực nào, ông cũng làm tròn trách nhiệm của mình cho đến ngày Việt Nam Cộng hòa sụp đổ.

## Tiểu sử & Binh nghiệp
Ông sinh vào tháng 10 năm 1926 tại Gia Định, Nam phần Việt Nam trong một gia đình quan lại khá giả. Ông là người con thứ 6 trong gia đình có 13 anh chị em. Thiếu thời, ông học ở trường Trung học Pétrus Trương Vĩnh Ký, Sài Gòn. Năm 1944 ông tốt nghiệp Trung học Đệ nhất cấp chương trình Pháp với văn bằng Thành chung.

### Quân đội Thuộc địa
Năm 1944, ông theo Quân đội Hòa Hảo và được huấn luyện trở thành sĩ quan tại trường Huấn luyện Quân sự Cái Vồn. Giữa năm 1946 ông gia nhập vào Quân đội Pháp tại Đông Dương, mang số quân: 46/103.073. Được tuyển chọn theo học khóa đầu tiên mang tên Nguyễn Văn Thinh ở trường Võ Bị Liên quân Viễn Đông Đà Lạt, khai giảng ngày 15 tháng 7 năm 1946. Ngày 2 tháng 7 năm 1947 mãn khóa tốt nghiệp với cấp bậc Chuẩn úy. Ra trường được điều động về Tiểu đoàn Bộ binh giữ chức vụ Trung đội trưởng. Ngày 2 tháng 7 năm 1948, ông được thăng cấp Thiếu úy tại nhiệm. Đầu năm 1949, ông được đặc cách thăng cấp Trung úy.

### Quân đội Liên hiệp Pháp
Giữa năm 1949, chuyển sang biên chế của Quân đội Liên hiệp Pháp, ông được thăng cấp Đại úy giữ chức vụ Đại đội trưởng thuộc Tiểu đoàn 1 Việt Nam. Năm 1950, ông được cử đi du học khóa căn bản Bộ binh tại trường Coedquidan, Pháp. Đầu năm 1951, mãn khóa học về nước, ông được cử giữ chức Chỉ huy trưởng trường Quân sự Trung Chánh tại Gia Định.

### Quân đội Quốc gia Việt Nam
Năm 1952, sau khi Quân đội Quốc gia thành lập Bộ Tổng Tham mưu, chính thức chuyển sang phục vụ cơ cấu mới ông được thăng cấp Thiếu tá giữ chức vụ Tiểu đoàn trưởng Tiểu đoàn 21 Bộ binh đồn trú tại Vĩnh Long. Sau Hiệp định Genève ký kết ngày 20 tháng 7 năm 1954, ông được thăng cấp Trung tá và được cử làm Trung đoàn trưởng Trung đoàn 168 đồn trú tại Bến Cát, Bình Dương.

### Quân đội Việt Nam Cộng hòa
Tháng 11 năm 1955, chuyển sang Quân đội Việt Nam Cộng hòa, ông được cử Tư lệnh phó Sư đoàn 15 Khinh chiến. kiêm Tiểu khu trưởng tỉnh Đồng Nai Thượng, Đà Lạt. Đến giữa năm 1958 ông được đi du học lớp Chỉ huy Tham mưu cao cấp (khóa 1958-1959) tại Học viện Fort Leavenworth, Kansas, Hoa Kỳ. Đầu năm 1959 mãn khóa học về nước, ông được chuyển đến Bộ Tổng tham mưu giữ chức vụ Trưởng phòng 3 đặc trách Hành quân.
Đầu năm 1963 ông được chỉ định làm Tư lệnh phó Sư đoàn 21 Bộ binh do Đại tá Bùi Hữu Nhơn làm Tư lệnh. Sau cuộc đảo chính Tổng thống Ngô Đình Diệm (ngày 1 tháng 11 năm 1963), ngày 2 tháng 11 cùng năm ông được Hội đồng Quân nhân Cách mạng thăng cấp Đại tá và bổ nhiệm ông làm Tư lệnh Sư đoàn 21 Bộ binh thay thế Đại tá Bùi Hữu Nhơn.
Ngày 29 tháng 5 năm 1964, ông được thăng cấp Chuẩn tướng tại nhiệm. Một tháng sau, ông nhận lệnh bàn giao Sư đoàn 21 lại cho Đại tá Đặng Văn Quang để chuyển về Quân khu 3 làm Tư lệnh Sư đoàn 5 Bộ binh thay thế Đại tá Đặng Thanh Liêm. Tháng 10 cùng năm, bàn giao Sư đoàn 5 lại cho Đại tá Trần Thanh Phong. Sau đó, ông được bổ nhiệm làm Chỉ huy trưởng trường Bộ binh Thủ Đức thay thế Đại tá Bùi Hữu Nhơn.
Trung tuần tháng 2 năm 1965, bàn giao chức Chỉ huy trưởng trường Bộ binh cho Đại tá Trần Văn Trung (nguyên Trưởng phòng Tổng quản trị Bộ Tổng tham mưu), để đi giữ chức vụ Tư lệnh Biệt khu 24 chiến thuật ở Kontum. Đến đầu năm 1968 ông được chuyển về Trung ương giữ chức vụ Tư lệnh phó Địa phương quân & Nghĩa quân kiêm Giám đốc Trung tâm hành quân Bộ Tổng tham mưu. Trong chức vụ Giám đốc Trung tâm Hành quân, đầu tháng 2 năm 1968, ông được cử làm Tham mưu phó chiến dịch Trần Hưng Đạo, chiến dịch phản công cuộc tổng tấn công đợt 1 vào khu vực Tân Sơn Nhất của Quân Bắc Việt và Quân Giải phóng miền Nam (trận Tổng công kích Mậu Thân). Ngày Quân lực 19 tháng 6 cùng năm ông được thăng cấp Thiếu tướng nhiệm chức.
Đầu năm 1970, ông được thăng cấp Thiếu tướng thực thụ và chuyển nhiệm vụ sang Phủ Thủ tướng, giữ chức vụ Phụ tá Đặc biệt kiêm Trung tâm trưởng Trung tâm Điều hợp Tái thiết và Phát triển Trung ương. Ngày Quân lực 19 tháng 6 năm 1971, ông được thăng cấp Trung tướng nhiệm chức. Tháng 2 năm 1974, ông được cử giữ chức Phụ tá Tổng trưởng Quốc phòng (trong nội các Thủ tướng Trần Thiện Khiêm) thay thế ông Châu Kim Nhân được cử làm Tổng trưởng Bộ Tài chính.

## Qua đời
Ngày 30 tháng 4 ông cùng gia đình di tản khỏi Việt Nam Cộng hòa, sau đó sang định cư tại Grand Rapids, Michigan, Hoa Kỳ.
Ngày 25 tháng 2 năm 2010, ông từ trần tại nơi định cư, hưởng thọ 84 tuổi.

## Gia đình
- Thân phụ: Cụ ông Cao Văn Sự (1897-1964) nguyên là Đốc Phủ sứ, được giữ nhiều chức vụ hành chính quan trọng vào cuối triều nhà Nguyễn trước năm 1945
- Thân mẫu: Cụ bà Trương Thị Trân (1898-1960)
- Bào đệ:
- Ông Cao Minh Châu (Sinh năm 1930 tại An Giang, tốt nghiệp Khóa 1 Sĩ quan Trừ bị Thủ Đức, nguyên Trung tá Tỉnh trưởng Gia Định, Đại tá học viên khóa 6 Cao đẳng Quốc phòng
- Ông Cao Hữu Duyên (Tốt nghiệp khóa 8 Võ bị Đà Lạt, cấp bậc sau cùng là Đại tá)